# گزل‌دره (ساوه)
گزل دره (ساوه)، روستایی از توابع بخش نوبران شهرستان ساوه در استان مرکزی ایران می‌باشد.

## جمعیت
این روستا در دهستان کوهپایه قرار دارد و براساس سرشماری مرکز آمار ایران در سال ۱۳۸۵، جمعیت آن ۱۴۵ نفر (۴۱خانوار) بوده‌است.